# Lúcio Flávio (criminoso)
Lúcio Flávio Vilar Lyrio (Rio de Janeiro, 1944 – 29 de janeiro de 1975) foi um criminoso brasileiro que se tornou conhecido em todo o Brasil na década de 1970 em razão de inúmeros crimes.

## História
Marginal famoso na crônica policial brasileira no final da década de 60 e inicio da década de 70. De boa aparência, articulado, violento e de inteligência acima da média, destacou-se na mídia da época. Iniciou suas atividades criminosas como ladrão de carros, praticando ainda assaltos a bancos, joalherias e diversos homicídios. Tornou-se muito conhecido ainda pelas constantes fugas de diversas prisões e pelo envolvimento com diversos policiais pertencentes aos Esquadrões da Morte, aos quais também denunciou. Os policiais envolvidos no caso, foram expulsos e punidos criminalmente.
Atuou ao lado de alguns dos mais perigosos marginais do período, dentre os quais seu irmão Nijini Renato, seu cunhado Fernando C. O, Liéce de Paula, Armando Arêas Filho (Armandinho) e etc.
Cometeu crimes nos estados do Rio de Janeiro, São Paulo, Minas Gerais e em Brasilia.
Sua vida foi imortalizada em obras literárias, a mais importante foi concebida pelo escritor José Louzeiro, obra essa que foi baseada em um relato dado por Lúcio Flávio a um repórter policial um pouco antes de sua morte; a obra recebeu o nome de "Lúcio Flávio - O Passageiro da Agonia", nome homônimo do filme rodado em 1977. Pouco antes de morrer, Lúcio relatou com riquezas de detalhes a sua vida no crime, além de delatar seus comparsas, como por exemplo, um policial que sempre o acobertava em suas investidas no mundo do crime. A sua trajetória na marginalidade foi marcada pelas inúmeras fugas, assaltos mirabolantes e roubos em bancos.
Foi morto com 19 facadas no peito, na cela numero sete do presídio Hélio Gomes, no Rio de Janeiro, durante a madrugada, por um companheiro de cela, Mário Pedro da Silva, em 1975.

## Filmes
Filmes baseados em sua vida
- Lúcio Flávio, o passageiro da agonia (1977)
- Eu matei Lúcio Flávio (1979)